# Gaspard Laurent Bayle
Pour les articles homonymes, voir Bayle.
Gaspard Laurent Bayle est un médecin français né en 1774 au Vernet en Provence et mort à Paris en 1816.

## Biographie
Après des études de médecine à Montpellier, il poursuit sa formation à Paris auprès de Jean-Nicolas Corvisart.
Nommé médecin de l'hospice de la Charité en 1807, il a puissamment contribué aux progrès de l'anatomie pathologique. On estime surtout ses Recherches sur la phthisie pulmonaire, Paris, 1810 et son Traité des maladies cancéreuses. Il fut le collaborateur de Dupuytren, le professeur de Laennec et de Chomel.
Inhumé au cimetière du Père-Lachaise à Paris (28e division), il fut exhumé sur ordre de l'Administration des cimetières qui reprit possession du terrain en février 2000. [réf. nécessaire]